# Штамбург Владислав Віталійович
Штамбург Владислав Віталійович (нар. 19 жовтня 1976 , місто Дніпропетровськ (нині — Дніпро), Дніпропетровська область, УРСР, СРСР) — український бізнесмен, меценат.

## Освіта
Закінчив економічний факультет Дніпропетровського національного університету імені Олеся Гончара (2007 р.), юридичний факультет Дніпропетровського державного університету внутрішніх справ (2019 р.).

## Громадська діяльність
З 10 грудня 2016 р. по 25 листопада 2017 р.: перший заступник голови Федерації футболу Дніпропетровської області;
З 10 грудня 2016 р. по 25 вересня 2018 р.: віце-президент Дніпропетровського обласного відділення Національного олімпійського комітету України;
З  25 лютого 2017 р. по 10 лютого 2018 р.: голова Федерації футболу міста Дніпра;
З 10 березня 2017 р. - листопад 2018 р.: віце-президент Федерації кінного спорту України;
З 7 квітня 2017 р. по 8 лютого 2018 р.: президент Асоціації футболу інвалідів України;
З 16 квітня 2017 р.: член Комітету стратегічного розвитку футболу Федерації футболу України;
2018 р.: член Опікунської ради Федерації шахів міста Дніпра.

## Родина
Одружений. Виховує трьох дітей.

## Нагороди
- Відзнака Міністерства оборони "За сприяння Збройним силам України" (2017)
- Орден "За розбудову України" (2017)